# مکتب کر و گنگ‌ها
مکتب کر و گنگ‌ها (به الفبای تاجیکی: Мактаби кару гунгхо / Maktabi karu gungho) یک مدرسه استثنایی هنر و علوم اجتماعی در شهر دوشنبه برای دانش‌آموزان کر و لال است. این مدرسه در ۱۷ ژانویه ۱۹۷۵ در زمانی که تاجیکستان بخشی از اتحاد جماهیر شوروی سوسیالیستی بود، بنیان‌گذاری شد.